# Denis Bullough
Denis Reginald Bullough (sinh ngày 29 tháng 11 năm 1895) là một cầu thủ bóng đá. Ông đá ở vị trí tiền đạo trung tâm tại Stockport County từ năm 1919, trước khi chuyển đến Tranmere Rovers năm 1921. Ông là đồng vua phá lưới của Tranmere tại mùa giải 1921–22 – mùa giải đầu tiên ở Football League – ghi 7 bàn thắng. Năm 1922 ông chuyển đến Southport.